# Grafton (Wisconsin)
Grafton é uma vila localizada no estado norte-americano de Wisconsin, no Condado de Ozaukee.

## Demografia
Segundo o censo norte-americano de 2000, a sua população era de 10.312 habitantes.
Em 2006, foi estimada uma população de 11.568, um aumento de 1256 (12.2%).

## Geografia
De acordo com o United States Census Bureau tem uma área de
10,6 km², dos quais 10,5 km² cobertos por terra e 0,1 km² cobertos por água.

## Localidades na vizinhança
O diagrama seguinte representa as localidades num raio de 12 km ao redor de Grafton.